# Municipio de Wheatland (Dakota del Norte)
El municipio de Wheatland (en inglés: Wheatland Township) es un municipio ubicado en el condado de Cass en el estado estadounidense de Dakota del Norte. En el año 2010 tenía una población de 158 habitantes y una densidad poblacional de 1,69 personas por km².

## Geografía
El municipio de Wheatland se encuentra ubicado en las coordenadas 46°56′29″N 97°22′37″O / 46.94139, -97.37694. Según la Oficina del Censo de los Estados Unidos, el municipio tiene una superficie total de 93.54 km², de la cual 93,53 km² corresponden a tierra firme y (0,01 %) 0,01 km² es agua.

## Demografía
Según el censo de 2010, había 158 personas residiendo en el municipio de Wheatland. La densidad de población era de 1,69 hab./km². De los 158 habitantes, el municipio de Wheatland estaba compuesto por el 94,3 % blancos, el 1,9 % eran afroamericanos, el 3,8 % eran amerindios. Del total de la población el 0 % eran hispanos o latinos de cualquier raza.